# Resolució 1855 del Consell de Seguretat de les Nacions Unides
La Resolució 1855 del Consell de Seguretat de les Nacions Unides fou adoptada per unanimitat el 19 de desembre de 2008. recordant les resolucions Resolució 955 (1994) 1165 (1998), 1329 (2000), 1411 (2002) i 1431 (2002), i esmenant l'apartat 2 de l'article 11 de l'Estatut de la Cort Penal Internacional relatiu a la composició de les cambres, el Consell decideix que el Secretari General pugui nomenar fins a tres jutges ad litem per tal que el Tribunal Penal Internacional per a Ruanda acabi els seus judicis i en convoqui d'addicionals per tal d'acabar la seva funció. La vigent resolució estarà vigent fins al 31 de desembre de 2009.